# Apparato circolatorio degli insetti
L'apparato circolatorio degli Insetti è un sistema circolatorio di tipo aperto, composto da una parte vascolare e da un sistema continuo di cavità corporee che costituisce, nel complesso, il lacunoma o emocele.

## Comparazione con i sistemi di tipo chiuso
Nei Vertebrati la circolazione sanguigna si svolge in un sistema vascolare completamente chiuso, che contempla l'invio in pressione del sangue nel sistema arterioso e il ritorno passivo al cuore attraverso il sistema venoso. L'interfaccia di scambio è rappresentata dalla fitta rete di capillari e permea tutti i tessuti.
Negli insetti la struttura dell'apparato circolatorio è invece notevolmente semplificata. La circolazione umorale non si svolge all'interno di vasi, bensì in una cavità, detta lacunoma o emocele, a contatto con tutti gli organi e tessuti in tutte le regioni del corpo, comprese le nervature delle ali. Solo in parte si svolge all'interno di un vaso che svolge le funzioni di un cuore. 
L'umore che scorre nell'emocele, l'emolinfa, svolge contemporaneamente le funzioni svolte dalla linfa e dal sangue dei Vertebrati, con l'eccezione del trasporto dell'ossigeno, che negli Insetti è affidato integralmente all'apparato respiratorio. L'emolinfa è invece deputata al trasporto delle sostanze nutritive e dei cataboliti e alle difese immunitarie.

## Emocele o Lacunoma
L'emocele, o lacunoma, svolge sia la funzione dei sistemi vascolari arterioso e venoso sia quella della rete capillare nei sistemi chiusi. È infatti attraverso l'emocele che l'emolinfa degli Insetti viene trasportata a tutte le regioni del corpo. Lo stesso emocele è inoltre a contatto con tutti gli organi. Affinché sia svolta questa funzione, l'emocele costituisce un sistema di cavità unico o suddivisa in seni intercomunicanti in continuità, a loro volta, con le cavità interne delle appendici vive del corpo (antenne, ali, zampe, ecc.).
L'emocele è suddiviso da due diaframmi longitudinali in tre cavità intercomunicanti, dette rispettivamente seno dorsale (o pericardiale), periviscerale e ventrale (o perineurale), contenenti rispettivamente il vaso dorsale, l'apparato digerente e la catena gangliare ventrale. I diaframmi sono formati da tessuto connettivo e muscolare, sono forati ed hanno un movimento ondulatorio attivo che favorisce il movimento dell'emolinfa nel lacunoma, integrando la funzione del vaso dorsale.

## Vaso dorsale
Il vaso dorsale è l'organo vero e proprio rappresentativo del sistema circolatorio. Decorre nella regione dorsale del corpo e si presenta come un tubo, aperto e ramificato anteriormente e chiuso posteriormente, che decorre dall'addome al capo. Si differenzia in due tratti: quello posteriore è denominato cuore o ventricolo, quello anteriore, aorta. Le denominazioni, chiaramente mutuate da un confronto con i sistemi dei vertebrati, in realtà sono poco attinenti data l'estrema differenziazione fra i due tipi di sistemi circolatori. L'unica analogia, nel senso stretto del termine, è la funzione di pompa della circolazione sanguigna, svolta dal vaso dorsale.

### Cuore
Il cuore è un organo pulsante tubulare, a fondo cieco nell'estremità posteriore, in genere posizionato nell'Addome degli insetti. La parete è provvista di fibre muscolari circolari e longitudinali e forma delle invaginazioni trasversali che suddividono l'organo in più camere intercomunicanti, dette ventricoliti. Il calibro del cuore in genere non è uniforme e presenta dei restringimenti fra un ventricolite e quello adiacente. 
Ogni ventricolite è provvisto di fori, detti ostioli, attraverso i quali avviene il passaggio dell'emolinfa. In genere negli ostioli degli ultimi ventricoliti si ha l'ingresso dell'emolinfa, mentre da quelli anteriori si ha l'uscita.
Al cuore è associato un sistema di muscoli trasversali a base larga, detti muscoli alari, che lo collegano alle pareti dell'addome e al diaframma dorsale.

### Aorta
L'aorta è un vaso che parte dall'estremità anteriore del cuore e si estende in senso longitudinale nel torace e nel capo. È aperto anteriormente e spesso si divide nel capo in due o più rami. Ha un calibro inferiore a quello del cuore, senza restringimenti, e non porta ostioli.

## Organi pulsanti accessori
La circolazione dell'emolinfa in alcune regioni del corpo potrebbe essere ostacolata dalla specifica conformazione morfoanatomica che riduce notevolmente il lume dell'emocele. Questo si verifica in particolare nelle appendici quali le antenne, le ali e le zampe. Alla base di queste appendici sono perciò presenti porzioni di vasi, diverticoli, ampolle, dotati di fibre muscolari e in grado perciò di pulsare, autonomamente dal vaso dorsale. In questo modo facilitano il flusso dell'emolinfa.

## Emolinfa
L'emolinfa degli Insetti è un tessuto fluido che svolge le funzioni analoghe a quelle del sangue e della linfa dei Vertebrati. A differenza del sangue, l'emolinfa ha una maggiore viscosità, è priva di globuli rossi e, nella generalità degli insetti, di pigmenti respiratori riconducibili all'emoglobina. Si compone di una frazione liquida (plasma) e una cellulare. 
Il plasma è composto al 92% da acqua, una densità di circa 1,1, reazione neutra o debolmente acida (pH 6-7) ed ha proprietà osmotiche più intense di quelle del sangue. Fra le sostanze disciolte si annoverano proteine, lipidi, glucidi, enzimi, ormoni, sali minerali, prodotti del metabolismo azotato (amminoacidi, acido urico). Sono inoltre 
carotenoidi, responsabili della colorazione gialla o verde, più raramente altri pigmenti come l'emoglobina o l'emocianina. In alcuni insetti sono presenti anche sostanze ad azione caustica o tossica, che hanno una presumibile funzione deterrente nella difesa dai predatori.
La frazione cellulare dell'emolinfa è composta di tipi cellulari differenziati, genericamente detti emociti, in numero di 30-50.000 per mm3. Alcuni autori distinguevano cinque o più categorie di elementi figurati, ma gli orientamenti più recenti tendono a ricondurli a tre tipi, raggruppando alcune delle vecchie categorie (granulociti, plasmatociti) in quella dei leucociti:
- proleucociti;
- leucociti;
- enocitoidi.

I proleucociti sono interpretati come stadi immaturi dei leucociti. I leucociti hanno un'evidente funzione di difesa immunitaria, in quanto sono dotati di proprietà di fagocitosi. Ignota è invece la funzione degli enocitoidi.

## Fisiologia
Alla circolazione sanguigna degli insetti sono attribuite, in generale, le seguenti funzioni:
- Trasporto dei nutrienti.
- trasporto dei prodotti di scarto del metabolismo (acido urico e altri composti);
- trasporto di enzimi e ormoni;
- difesa immunitaria;
- azione meccanica;
- regolazione degli equilibri chimico-fisici.

La difesa immunitaria è attuata in particolare dai leucociti (immunità cellulare), che provvedono all'eliminazione, per fagocitosi, di microrganismi, uova di parassitoidi, frammenti di tessuti degenerati, ecc. Sarebbe inoltre attiva anche un'immunità umorale per la presenza di tossine antibatteriche (batteriolisine) nel plasma, ma tale funzione non è del tutto certa.
L'azione meccanica consiste in un aumento di volume dovuto ad un maggior afflusso di emolinfa in determinate porzioni dell'emocele. Queste dilatazioni hanno scopi specifici come in occasione delle mute, per favorire la rottura della cuticola, oppure per la funzionalità di alcune appendici.
Un aspetto fondamentale della fisiologia dell'apparato circolatorio degli Insetti è l'assenza di funzioni respiratorie. Negli organismi a respirazione polmonare è il sangue che provvede al trasporto dell'ossigeno fino ai tessuti per mezzo della rete capillare, mentre negli Insetti, in genere, tale funzione è svolta dalla fitta rete di tracheole. La naturale conseguenza di questa differenziazione è lo sviluppo, negli Insetti, di un apparato respiratorio più complesso e di un sistema circolatorio più semplice. La cavità emocelica è a diretto contatto con i tessuti che formano i vari organi, perciò è sufficiente il passaggio dell'emolinfa nel lacunoma per irrorare direttamente gli organi. 
Il trasporto dei gas attraverso l'emolinfa interessa solo una parte dell'anidride carbonica prodotta dalla respirazione cellulare, mentre il trasporto sanguigno dell'ossigeno si verifica solo negli insetti apneustici. 
Lo schema della circolazione sanguigna, nella generalità degli insetti, prevede un flusso vascolare in senso caudale-cefalico e un flusso emocelico in senso cefalo-caudale. Il sangue è dunque pompato dalle pulsazioni del cuore e spinto attraverso gli ostioli anteriori e l'aorta nella cavità emocelica; gli organi pulsanti accessori favoriscono inoltre il flusso nelle appendici. Attraverso l'emocele l'emolinfa irrora i tessuti e gli organi interni e confluisce, coadiuvata dai movimenti peristaltici dei diaframmi, nella zona posteriore dell'addome, dove avviene l'ingresso nel cuore. Le pulsazioni sono ritmate dall'alternanza fra una fase di sistole e una di diastole. Nella sistole il cuore si contrae spingendo il sangue nell'aorta e, attraverso gli ostioli anteriori, nell'emocele; nella diastole il cuore si dilata richiamando il sangue dall'emocele.

## Autoemorrea
Alcuni insetti sono in grado di emettere emolinfa dal tegumento e di riassorbirla in un secondo momento. Questo fenomeno, detto autoemorrea, è forse dipendente dalla volontà dell'insetto e si svolge per rottura del tegumento in zone di minore resistenza oppure attraverso pori.
L'emolinfa degli insetti dotati di questa proprietà contiene sostanze caustiche o ad azione tossica, perciò il fenomeno ha un'evidente funzione di difesa nei confronti dei predatori.